# Amplificador de guany variable

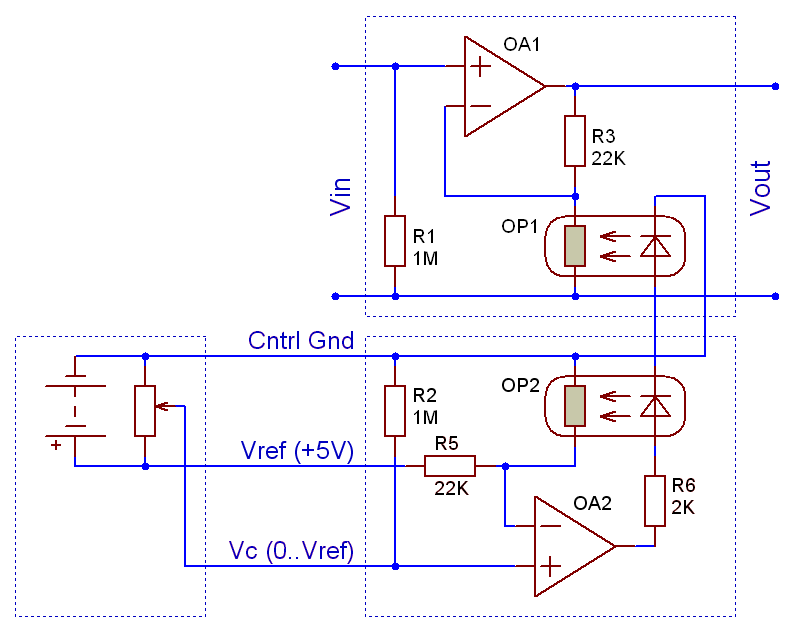
Amplificador de guany variable basat en Vactrol i controlat a distància amb una llei de control invers: Vout = Vin/(Vc /Vref). Basat en PerkinElmer (2001).

Un amplificador de guany variable (VGA) o amplificador controlat per tensió (VCA) és un amplificador electrònic que varia el seu guany en funció d'una tensió de control (sovint abreujat CV).
Els VCA tenen moltes aplicacions, incloent compressió de nivell d'àudio, sintetitzadors i modulació d'amplitud.
Un exemple brut és una configuració d'amplificador operacional inversor típica amb una resistència depenent de la llum (LDR) al bucle de retroalimentació. El guany de l'amplificador depèn llavors de la llum que cau sobre el LDR, que pot ser proporcionada per un LED (un optoacoblador). El guany de l'amplificador és controlable pel corrent a través del LED. Això és similar als circuits utilitzats en els compressors d'àudio òptics.
Un amplificador controlat per tensió es pot realitzar creant primer una resistència controlada per voltatge (VCR), que s'utilitza per establir el guany de l'amplificador. El VCR és un dels nombrosos elements de circuit interessants que es poden produir utilitzant un JFET (transistor d'efecte de camp d'unió) amb polarització simple. Els VCR fabricats d'aquesta manera es poden obtenir com a dispositius discrets, per exemple, VCR2N.
Un altre tipus de circuit utilitza amplificadors de transconductància operacionals.
A les aplicacions d'àudio, el control de guany logarítmic s'utilitza per emular com l'oïda sent el volum. El dbx 202 VCA de David E. Blackmer, basat en la cèl·lula de guany de Blackmer, va ser una de les primeres implementacions reeixides d'un VCA logarítmic.
Els multiplicadors analògics són un tipus de VCA dissenyat per tenir característiques lineals precises, les dues entrades són idèntiques i sovint funcionen en els quatre quadrants de tensió, a diferència de la majoria dels altres VCA.

## A les consoles de mescles de so
Algunes consoles de mescles vénen equipades amb VCA a cada canal per a l'automatització de la consola. El fader, que tradicionalment controla el senyal d'àudio directament, es converteix en una tensió de control de CC per al VCA. La tensió màxima disponible per a un fader pot ser controlada per un o més faders mestres anomenats grups VCA. Aleshores, el fader mestre VCA controla el nivell general de tots els canals assignats. Normalment els grups VCA s'utilitzen per controlar diverses parts de la mescla; veu, guitarres, bateria o percussió. El fader mestre VCA permet pujar o baixar una part d'una mescla sense afectar la combinació dels instruments d'aquesta part de la mescla.
Un avantatge del subgrup VCA és que, com que està afectant directament el nivell de guany de cada canal, els canvis al nivell del subgrup VCA afecten no només el nivell del canal, sinó també tots els nivells enviats a qualsevol mescla post-fader. Amb els subgrups d'àudio tradicionals, el fader mestre del subgrup només afecta el nivell que entra a la mescla principal i no afecta el nivell que entra a les mescles posteriors al fader. Considereu el cas d'un instrument que alimenta un subgrup i una mescla post-fader. Si baixeu completament el fader mestre del subgrup, ja no escoltareu l'instrument en si, però encara el sentireu com a part de la mescla posterior al fader, potser un efecte de reverb o chorus.

## Amplificador digital de guany variable
Un amplificador de control digital (DCA) és un amplificador de guany variable que es controla digitalment.
L'amplificador controlat digitalment utilitza un enfocament escalonat que ofereix al circuit increments graduals de selecció de guany. Això es pot fer de diverses maneres, però alguns elements romanen en qualsevol disseny.
En la seva forma més bàsica, un interruptor de commutació lligat a la resistència de retroalimentació pot proporcionar dos paràmetres de guany discrets. Tot i que aquesta no és una funció controlada per ordinador, descriu la funció bàsica. Amb vuit interruptors i vuit resistències al bucle de retroalimentació, cada interruptor pot permetre que una resistència determinada controli la retroalimentació de l'amplificador. Si cada interruptor es convertís en un relé, es podria utilitzar un microcontrolador per activar els relés per aconseguir la quantitat de guany desitjada.
Els relés es poden substituir per transistors d'efecte de camp d'un tipus adequat per reduir la naturalesa mecànica del disseny. Altres dispositius com el circuit integrat del multiplexor analògic CMOS bidireccional CD4053 i els potenciòmetres digitals (cadena de resistències combinades i MUX) poden servir bé com a funció de commutació.
Per minimitzar el nombre d'interruptors i resistències, es poden utilitzar combinacions de valors de resistència activant diversos interruptors.